# Стопник (община Толмин)
Вижте пояснителната страница за други значения на Стопник.
Стопник (на словенски: Stopnik) е село в Словения, регион Горишка, община Толмин. Според Националната статистическа служба на Република Словения през 2015 г. селото има 79 жители.